# Battaglia di Fort Niagara
La battaglia di Fort Niagara fu un assedio portato nell'ultima fase della guerra franco-indiana, teatro nordamericano della guerra dei sette anni. L'assedio britannico a Fort Niagara del luglio 1759 fece parte di una campagna per togliere ai francesi il controllo dei Grandi Laghi e dell'Ohio, rendendo possibile un'invasione occidentale della provincia francese del Canada assieme all'invasione da est portata dal generale James Wolfe.

## Contesto storico
Il generale britannico Jeffrey Amherst organizzò per il 1759 le campagne militari della guerra franco-indiana, compresa una spedizione per la conquista di Fort Niagara, importante fortezza francese e base di rifornimento tra il Canada e le fortezze poste nella valle dell'Ohio. Amherst scelse il generale di brigata John Prideaux per guidare la spedizione che comprese anche William Johnson, agente indiano britannico che guidò le forze Irochesi.
Fort Niagara era stato costruito dall'esercito francese soprattutto grazie al capitano Pierre Pouchot. All'inizio del 1759 il generale Louis-Joseph de Montcalm ed il nuovo governatore della Nuova Francia, Pierre de Rigaud de Vaudreuil-Cavagnal, lo mandarono, con circa 2500 uomini, a fortificare Fort Niagara assieme ai 500 uomini che vi passarono l'inverno. Pouchot, comandato da Vaudreuil, mandò molti di loro a sud a Fort Machault a metà giugno per rinforzare le fortezze francesi dell'Ohio Country ed attaccare i britannici di Fort Pitt. Gli uomini lasciati a difendere Niagara erano circa 200 soldati dei reggimenti di Royal Roussillon, Languedoc, La Sarre e Béarn, 20 artiglieri e circa 300 appartenenti alle milizie.
L'esercito britannico di Prideaux era composto dal 44º e 46º reggimento e da due compagnie del 60°, per un totale di circa 2200 uomini. Comandò anche 2500 appartenenti alle milizie di New York e 700 di Rhode Island. Ritardata dall'acqua alta del Mohawk e dall'arrivo ritardato di alcune compagnie di volontari, la spedizione partì da Schenectady solo a metà maggio. Il 27 giugno giunsero a Fort Oswego dove si unirono a Johnson ed a circa 600 Irochesi.
Lasciando alcuni uomini a difendere Oswego, Prideaux partì il 1º luglio diretto a Niagara con circa 3500 uomini. Nonostante che i francesi avessero navi che pattugliavano il lago Ontario in cerca di movimenti britannici, la disattenzione di una parte dell'equipaggio permise alla flotta inglese di non essere scoperta. Giunsero a Fort Niagara il 6 luglio e sbarcarono nei pressi di una palude nascosta dal forte, iniziando subito le operazioni d'assedio.

## Assedio
I francesi avevano circa 100 Irochesi alleati nella fortezza che disertarono all'arrivo degli inglesi. Il capitano Pouchot diresse una difesa energica.
Prideaux fu ucciso quando una scheggia proveniente da uno dei suoi proiettili d'artiglieria lo colpì, ed il comando britannico fu assunto da William Johnson. Johnson era un ufficiale dei volontari, per cui sorsero alcuni dubbi sui diritti di comando. Sir William aveva una nomina reale a colonnello come comandante degli ausiliari Irochesi, per cui insisté per restare al comando anche quando arrivò un ufficiale regolare inferiore di grado, il tenente colonnello Frederick Haldimand.
I francesi capitolarono il 26 luglio dopo che i rinforzi in arrivo erano stati sconfitti nella battaglia di La Belle-Famille 3 km a sud della fortezza.

## Conseguenze
La resa di Fort Niagara avvenne lo stesso giorno in cui i francesi abbandonarono Fort Carillon in mano ai britannici del generale Amherst. Anche Fort St. Frédéric fu distrutto dai francesi, che abbandonarono il lago Champlain per proteggere il cuore canadese. Molti francesi si trovavano a Québec, dove Montcalm guidava la difesa contro l'assedio portato da Wolfe. Québec cadde nel settembre del 1759 e l'intera Nuova Francia si arrese nel settembre 1760. Le restanti fortezze in Ohio ed Illinois furono consegnate ai britannici.